# Mont Poupet
Der Mont Poupet ist ein 851 Meter hoher Berg im Département Jura in Frankreich.

## Lage
Der Mont Poupet liegt nördlich von Salins-les-Bains und gehört zur Gemeinde Saint-Thiébaud im Nordwesten des Département Jura. Er bildet die südöstliche Spitze eines von Nordost nach Südwest verlaufenden Bergrückens und überragt das Tal der Furieuse.

## Geschichte
Der weite Blick über das Tal und die Region wurde schon im Mittelalter geschätzt. Im 13. Jahrhundert wurde auf dem Berg eine Burg erbaut, die den Herren von Montmahoux gehörte. Im Laufe der Zeit entstand auch eine Siedlung neben der Burg. Siedlung und Burg wurden 1479 von Truppen des Königs Ludwig XI. zerstört.
Bekanntheit erlangte der Mont Poupet durch Louis Pasteur, der hier zu beweisen versuchte, dass Keime nicht spontan entstehen und ihre Zahl in der Luft mit steigender Höhe abnimmt.

## Geologie
Der Gipfel besteht überwiegend aus dem für das Jura-Gebirge typischen Kalkstein der am südlichen Abhang des Gipfels sichtbar wird. Am Fuß des Berges kommt vor allem grauer Mergel vor.

## Verkehr
Über den Bergrücken verläuft die Départementsstraße D273 von Süden herkommend. Die Straße gabelt sich hier zur D261 in Richtung Ivrey und die D102 in Richtung Myon. Im Tal um den Berg herum verlaufen die D270 und die D492.

## Sendemast
Auf einem ca. 50 m hohen Stahlgittermast am Gipfel befinden sich zwei Amateurfunkrelais sowie Antennen für Mobiltelefonie.

## Sport
Der Mont Poupet wird vor allem von Gleitschirm- und Drachenfliegern genutzt. Da auf dem Berg auch der GR 59 verläuft, ist der Berg auch bei Wanderern beliebt. Im Frühjahr findet jährlich der „Montée du Poupet“ statt, ein 17,5 km langer Lauf von Salins-les-Bains zum Gipfel des Berges.